# آمریکایی‌های کانادایی‌تبار
آمریکایی‌های کانادایی‌تبار واژه‌ای است که می‌تواند برای شهروندان آمریکایی که اصل و نسب آنها کاملاً یا تا حدی کانادایی است، یا شهروندان هر کشوری که دارای تابعیت دوگانه هستند، به کار رود.
واژه کانادایی می‌تواند به معنی ملیت یا قومیت باشد. کانادایی‌ها به دلیل ساکن بودن در قاره آمریکای شمالی، اهل آمریکای شمالی محسوب می‌شوند. مهاجران انگلیسی‌زبان کانادایی در نتیجه شباهت‌های فرهنگی و واژگان و لهجه در زبان انگلیسی گفتاری به راحتی در فرهنگ و جامعه آمریکایی ادغام و جذب می‌شوند. کانادایی‌های فرانسوی‌زبان، به دلیل زبان، فرهنگ و مذهب، تمایل بیشتری برای جذب دارند. با این حال، در نسل سوم، آنها اغلب به‌طور کامل جذب فرهنگ می‌شوند و هویت کانادایی کمابیش فولکلور است. حتی با وجود اینکه نیمی از جمعیت ایالت کبک بین ۱۸۴۰ و ۱۹۳۰ به ایالات متحده مهاجرت کردند، این اتفاق افتاد. بسیاری از شهرهای نیو انگلند کانادای کوچک را تشکیل دادند، اما بسیاری از آنها به تدریج از میان رفتند.
این نامرئی بودن فرهنگی در جمعیت بیشتر ایالات متحده به نظر می‌رسد در بین کانادایی‌هایی که در ایالات متحده زندگی می کنند بیشتر از آنچه ممکن است وجود داشته باشد، ایجاد کند. بر اساس برآورد سرشماری ایالات متحده، تعداد ساکنان کانادا در سال ۲۰۰۰ حدود ۶۴۰،۰۰۰ نفر بوده است. برخی منابع احتمالاً بیش از ۱،۰۰۰،۰۰۰ نفر ذکر کرده‌اند. این تعداد هر چند بسیار کمتر از تعداد آمریکایی‌هایی است که می‌توانند بخشی یا کل اصل و نسب خود را در کانادا دنبال کنند. درصد این موارد در ایالت‌های نیو انگلند تقریباً ۲۵ درصد از کل جمعیت است.
در برخی مناطق ایالات متحده، به ویژه نیو انگلند یا غرب میانه، آمریکایی کانادایی اغلب به معنای کسی است که اجدادش از کانادا آمده‌اند.